# Xavier Giocanti
Pour les articles homonymes, voir Giocanti.
Xavier Giocanti, né le 16 septembre 1954 à Marseille, est un homme d'affaires et entrepreneur français.

## Biographie
Né en 1954, Xavier Giocanti a des racines dans les villages de Guagno et d’Ucciani en Corse-du-Sud.
Son arrière-grand-père maternel, Maurice Riès, a été le dernier associé d'Arthur Rimbaud à Aden, à la fin du XIXe siècle.
Après des études de droit à l'université d'Aix-Marseille et à Londres (University of London King's College) sanctionnées par un DESS et le diplôme d'avocat. Il rejoint le King's College comme membre du corps enseignant puis l'université Paris-Nanterre au début des années 1980 comme assistant en droit anglais.
En 1980, il prend la direction de l'Institute of World Business Law de la Chambre de commerce internationale (ICC) à Paris, chargé de la formation des arbitres.
Il dirige ensuite la Société française d’ingénierie basée à Marseille, qu'il cède à un groupe italien, et devient en 1997 le chef de projet des nouvelles zones franches urbaines (ZFU) créées dans les quartiers Nord de la cité phocéenne par Jean-Claude Gaudin, ministre de la Ville du gouvernement Juppé 1.
En 2003, il devient directeur du Centre de promotion de l’emploi par la micro-entreprise (CPEM) rebaptisé aujourd’hui Initiative Marseille Métropole, une plateforme de microcrédit  soutenue par des financements publics et privés et dédiée à la création et à la reprise d’entreprise.
Cofondateur du groupe immobilier Résiliance en 2005 dans les quartiers Nord de Marseille, il est élu en 2009 président de l'association des Entrepreneurs en zone franche (EZF 13),dont il conduit la fusion avec Arnavant pour devenir Cap au Nord Entreprendre (CANE).
Le 4 février 2022 il est nommé membre du conseil de surveillance du grand port maritime de Marseille au titre des personnalités qualifiées choisies en raison de leurs compétences, représentant le monde économique, en remplacement de Patrick Sayer.

### Vie privée
Divorcé, il est père de deux enfants. Depuis 2006, il est le compagnon de Christine Lagarde,.